# Sasha Alexander
Sasha Alexander, rozená Suzana S. Drobnjaković, (* 17. května 1973 Los Angeles, Kalifornie, USA) je americká herečka známá díky roli agentky Caitlin Toddové v seriálu Námořní vyšetřovací služba a Dr. Maury Isles v seriálu Rizzoli & Isles: Vraždy na pitevně.

## Životopis
Sasha Alexander se narodila v Los Angeles rodičům srbského a italského původu. Hrála již ve škole, po níž se přestěhovala do New Yorku, kde hrála mimo jiné na Shakespearovském festivalu. Vystudovala University of Southern California a byla členkou Kappy Alpha Theta.

## Kariéra
Nejdříve se objevovala pravidelně ve dvou seriálech, které ale moc dlouho nevydržely. Později získala roli Gretchen Witterové v seriálu Dawsonův svět. V roce 2003 získala hlavní roli agentky Caitlin Toddové v seriálu Námořní vyšetřovací služba. Z toho v roce 2005 odešla, ale v letech 2011 a 2012 si tuto roli dvakrát zopakovala. Objevila se v Mission Impossbile III., jedné epizodě Přátel. Od roku 2010 účinkuje vedle Angie Harmon v hlavní roli Dr. Maury Isles v seriálu Rizzoli & Isles: Vraždy na pitevně. V roce 2015 začala pracovat na seriálu Shameless, kde získala roli Helene Runynon.

## Osobní život
V srpnu 2007 si vzala režiséra Edoarda Pontiho, syna herečky Sophie Loren. S ním má dceru Luciu Sofiu a syna Leonarda Fortunata. Mluví srbsky, anglicky a italsky.

## Filmografie
| Rok       | Film/seriál                        | Role                 | Poznámky                                                                                             |
| --------- | ---------------------------------- | -------------------- | --- |
| 1997      | Visceral Matter                    | Karen Chambers       | |
| 1997      | Supply & Demand                    | Jazzy                | |
| 1997      | Battle of the Sexes                | neznámá              | |
| 1999      | Twin Falls Idaho                   | Miss America         | |
| 1999      | Wasteland                          | Jesse Presser        | hlavní role, 13 dílů                                                                                 |
| 2000–2001 | Dawsonův svět                      | Gretchen Witterová   | 20 dílů                                                                                              |
| 2001      | Po čem touží kluci                 | Jackie Samantha Gold | |
| 2001      | Kriminálka Las Vegas               | Robin Childs         | díl: „Krev nevinných“                                                                                |
| 2001      | Ball & Chain                       | Chloe Jones          | |
| 2002      | Přátelé                            | novinářka Shelley    | díl: „Joeyho rozhovor“                                                                               |
| 2002      | Nemocnice Presidio                 | Jackie Collette      | hlavní role, 4 díly                                                                                  |
| 2003–2015 | Námořní vyšetřovací služba         | Caitlin Toddová      | hlavní role – 1.–2. řada host – 3. řada hlas – 8. řada                                               |
| 2005      | Šťastná třináctka                  | Susie                | |
| 2006      | Mission: Impossible III            | Melissa Meade        | |
| 2006      | E-Ring                             | Allyson Merrill      | díl: „War Crimes“                                                                                    |
| 2006      | Devět rukojmí                      | Juliana              | díl: „Nové tváře“                                                                                    |
| 2008      | Poslední ukolébavka                | Sarah                | |
| 2008      | Yes Man                            | Lucy Burns           | |
| 2009      | Až tak moc tě nežere               | Catherine            | |
| 2009      | Tenure                             | Margaret             | |
| 2009      | Láska na druhý pohled              | Jessica              | |
| 2009      | Dark Blue                          | agentka Julia Harris | díl: „A Shot In the Dark“                                                                            |
| 2010      | Dr. House                          | Nora                 | díl: „Hluboko skryté tajemství“                                                                      |
| 2010–2016 | Rizzoli & Isles: Vraždy na pitevně | Dr. Maura Isles      | hlavní role, 105 dílů People's Choice Award v kategorii Nejlepší herečka na kabelové televizi (2016) |
| 2011      | Lež má krátké nohy                 | Alex                 | |
| 2015–2016 | Shameless                          | Helene Runyon        | vedlejší role, 11 dílů                                                                               |
| 2013      | The Girl from Nagasaki             | Adelaide             | |
| 2016      | Dinner at Tiffani's                | Sama sebe            | díl: „Ladies Who Lunch“                                                                              |
| 2016      | Celebrity Name Game                | Sama sebe            | díl: 2x121                                                                                           |
| 2017      | Ride                               | MaryAnna Buultjens   | |
| 2017      | Bernard and Huey                   | Roz                  | |
| 2018      | Amanda McKay                       | Marianne             | |
| 2020      | Nebezpečné lži                     | detektivka           | |